# Eremurus azerbajdzhanicus
Eremurus azerbajdzhanicus là một loài thực vật có hoa trong họ Thích diệp thụ. Loài này được Kharkev. miêu tả khoa học đầu tiên năm 1966.